# قلعة بايين برم (حومة دامغان)
قلعة بایین برم (بالفارسية: قلعه پایین‌برم) هي مستوطنة تقع في إيران في منطقة مركزية ريفية. يقدر عدد سكانها بـ 421 نسمة بحسب إحصاء 2016.